# Desfile Escolar do Dia da Raça
Desfile Escolar do Dia da Raça é um evento tradicional e anual de grande porte que acontece no dia 5 de setembro em Belém, em prol do "Dia da Raça". Mais de 30 escolas marcham na Aldeia Cabana de Cultura Amazônica Davi Miguel.

## História
No dia 5 de setembro, o Brasil comemora o "Dia da Raça", uma festividade que é marcada por desfiles e comemorações cívicas. A celebração do dia da raça tem o objetivo de enaltecer a identidade cultural brasileira e todos os imigrantes que contribuíram para a formação da "raça brasileira".
Em Belém, o evento foi realizado durante 58 anos na Av. Presidente Vargas, o primeiro ano nada foi 1949 e o último foi 2006. Em 2007, foi o primeiro ano da Aldeia Cabana, houve várias críticas por pessoas que acompanham o evento todos os anos, alegando que na Av. Presidente Vargas era bem mais animado e bem mais tradicional, porém, em termos de segurança, foi o melhor ano para o evento. Porém, a partir de 2009, milhares de pessoas prestigiaram o evento. 